# Heterogorgia stellifera
Heterogorgia stellifera är en korallart som först beskrevs av Thomson och Crane 1909.  Heterogorgia stellifera ingår i släktet Heterogorgia och familjen Plexauridae. Inga underarter finns listade i Catalogue of Life.